# أديري (أسطورة)
أدیري (بالإنجليزية: Adiri)‏ في أساطير ماليزيا: أرض الموتی وتقع في الغرب.